# それぞれの街角で
『それぞれの街角で』（それぞれのまちかどで）は鈴木康博のアルバム。

## 内容
オフコースからデビュー25周年を迎えたオリジナル・アルバムはプロデューサーに月光恵亮を迎えた。シングル「君のいない夜なんて」や、佐藤宣彦・さとうみかこ夫妻と共同で制作した「愛は消せない」「最後の夜明けから」を収録。

## 批評
CDジャーナルは「その年齢ならではの感情もを歌った曲もあって、アダルトな雰囲気は自然ににじみ出ている」と評した。

## 収録曲
1. 愛は消せない
作詞：さとうみかこ　作曲：鈴木康博　編曲：鈴木康博・佐藤宣彦
2. 君のいない夜なんて
作詞：さとうみかこ・鈴木康博　作曲：鈴木康博　編曲：鈴木康博・鷹羽仁
3. The Halfway of My Life
作詞・作曲：鈴木康博　編曲：鈴木康博・佐藤宣彦
4. 最後の夜明けから
作詞：さとうみかこ　作曲：鈴木康博　編曲：鈴木康博・佐藤宣彦
5. 出発を決めるために
作詞・作曲・編曲：鈴木康博
6. ふと想うこと 〜LAST SONG〜
作詞・作曲・編曲：鈴木康博
7. 五時半の電車
作詞：康珍化　作曲：鈴木康博　編曲：鈴木康博・佐藤宣彦・鷹羽仁
8. もう一つの顔
作詞・作曲：鈴木康博　編曲：鈴木康博・佐藤宣彦・鷹羽仁
9. そして空が泣きだした
作詞：康珍化　作曲：鈴木康博　編曲：鈴木康博・佐藤宣彦・鷹羽仁
10. 愛を見せて
作詞・作曲：鈴木康博　編曲：鈴木康博・佐藤宣彦
11. 世界中に君はひとり
作詞・作曲・編曲：鈴木康博
12. 星の降る森
作詞・作曲・編曲：鈴木康博

## レコーディング・メンバー
- 鈴木康博 - ボーカル、ギター、プログラミング
  - 関雅夫 - ベース
  - 小森啓資 - ドラム
  - 鷹羽仁 - キーボード
  - 平田文人 - ピアノ